# U-265
U-265 — средняя немецкая подводная лодка типа VIIC времён Второй мировой войны.

## История
Заказ на постройку субмарины был отдан 15 августа 1940 года. Лодка была заложена 3 июля 1941 года на верфи Бремен-Вулкан под строительным номером 30, спущена на воду 23 апреля 1942 года. Лодка вошла в строй 6 июня 1942 года под командованием оберлейтенанта Леонарда Ауффхаммера.

### Флотилии
- 6 июня 1942 года — 31 января 1943 года — 8-я флотилия (учебная)
- 1 февраля 1943 года — 3 февраля 1943 года — 7-я флотилия

### История службы
Лодка совершила один боевой поход, успехов не достигла. Потоплена 3 февраля 1943 года к югу от Исландии, в районе с координатами 56°35′ с. ш. 22°49′ з. д. глубинными бомбами с британского самолёта B-17. 46 погибших (весь экипаж).